# Annique
Annique is een meisjesnaam, oorspronkelijk een Bretons verkleinwoord van Anna. De naam Anna is afgeleid van het Hebreeuws Hannah wat "gratie", "begenadigde" of "liefelijk" betekent.
Varianten van de naam zijn onder andere Annick, Anniek, Annique, Aniek, Anique, Anick en Anieck.

## Bekende naamdraagsters
- Annick Boer, Nederlandse actrice
- Annick Segal, Vlaamse actrice
- Anniek Pheifer, Nederlandse actrice
- Annick van Hardeveld, verzetsstrijder 2e WO